# Cumulus mediocris
Cumulus mediocris (del latín ‘moderado’) es una nube de la familia cumulus, ligeramente más larga en desarrollo vertical que cumulus humilis. Puede o no mostrar la característica de forma cauliforme característica de los cumulus. Este tipo de nubes no producen lluvia, pero puede estar envuelta dentro de nubes como las cumulus congestus y las cumulonimbus, que sí pueden llevar consigo precipitaciones, este tipo de nube tiene una cima brillante iluminada por el sol pero una área inferior oscura, se forman cuando hay corrientes de aire ascendientes lo suficientemente fuertes como para convertir nubes cumulus humilis en cumulus mediocris.